# 항아리

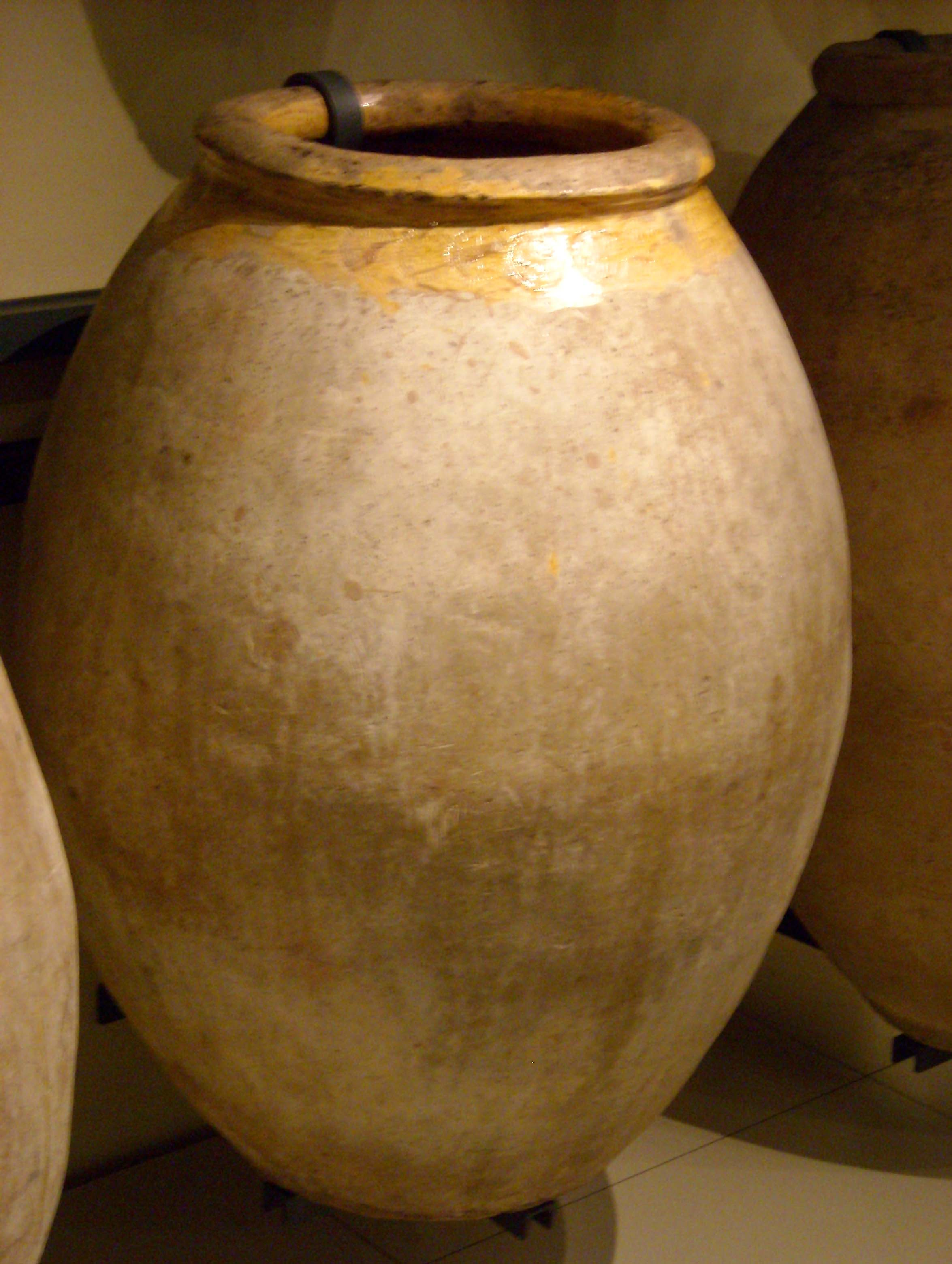
항아리

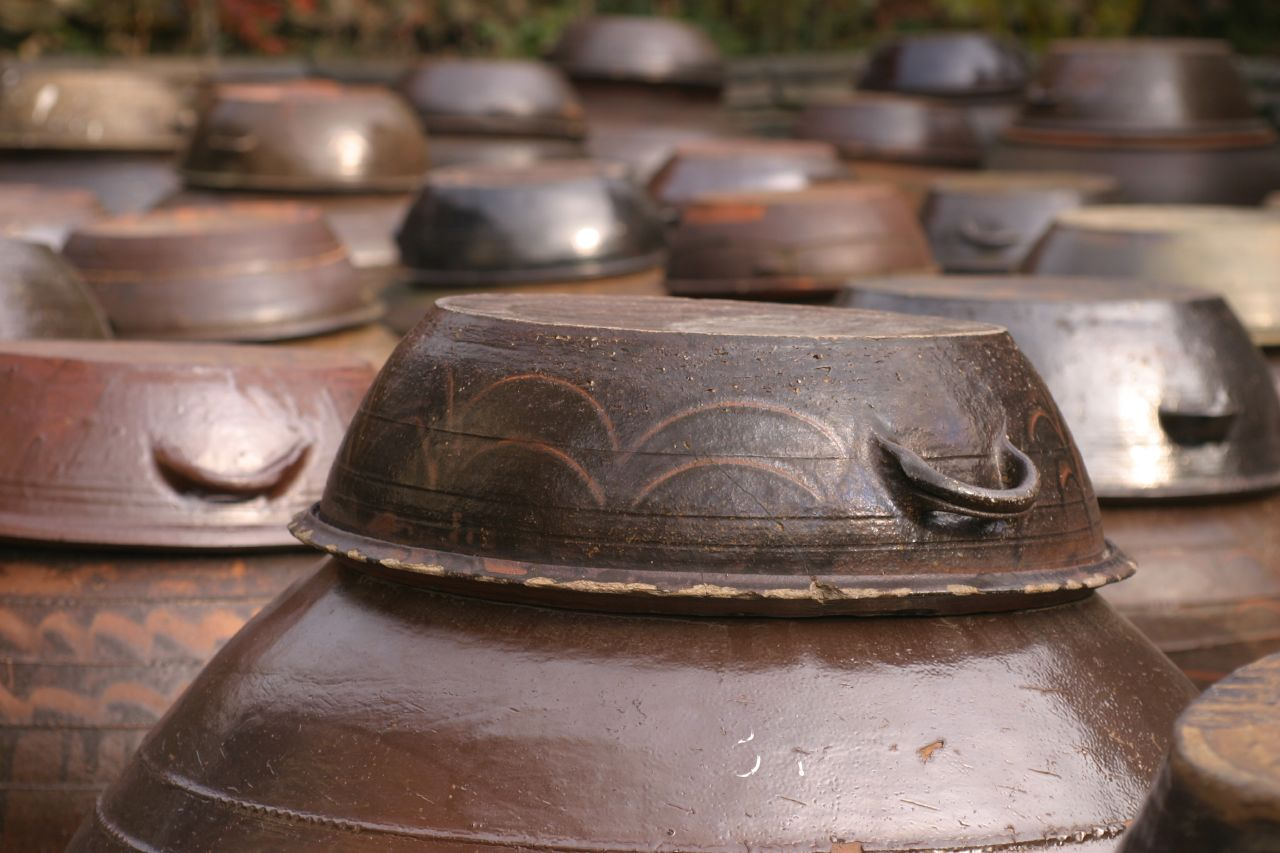
장독

항아리(缸―)는 오지그릇이나 질그릇의 한 종류이다.

## 크기에 따른 분류
항아리보다는 큰 그릇을 독, 항아리보다는 작은 그릇을 단지라고 한다. 항아리는 그릇의 입구가 짧고 배가 부르며, 운두가 높고 원통형이다.

## 재료
항아리는 주로 흙으로 만들지만 그 지역과 민족에 따라 나무, 금, 은, 구리, 유리 등 갖가지 재료를 이용하며, 주로 물건이나 음식을 담아 두는 데에 사용된다. 항아리는 신석기 시대 이후 넓은 지역에 걸쳐 써 왔으며, 오늘날까지 계속 쓰이고 있다

## 서양의 jar
한국의 항아리는 일반적으로 세라믹으로 된 것을 의미하지만, 서양의 jar는 세라믹뿐만 아니라, 유리나 플라스틱으로 된 것도 의미한다.

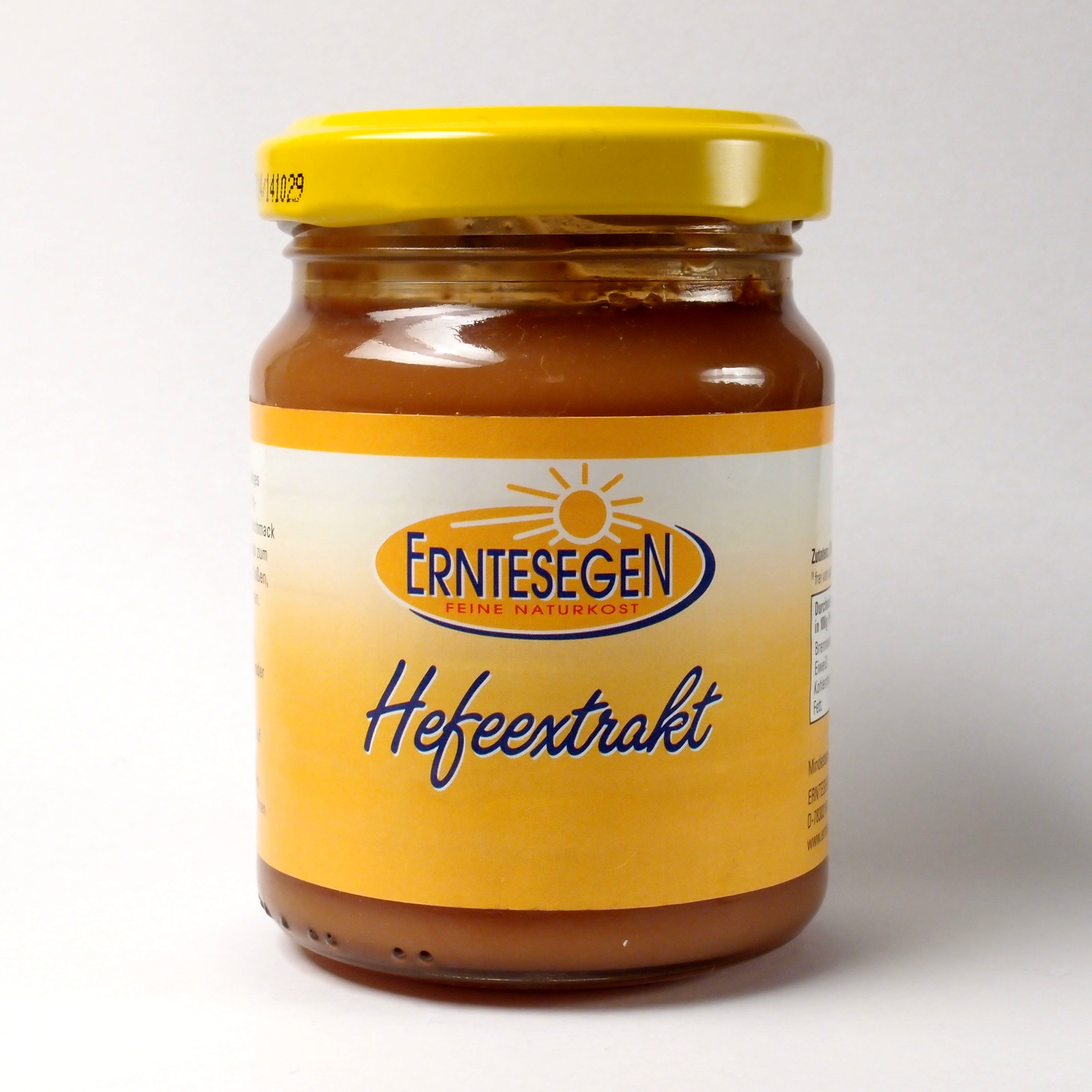
효모 추출물 한 항아리.

사탕 항아리, 크리스찬 도플링거(Christian Dorflinger), 1869-1880, 유리, 지름: 12.1cm, 클리블랜드 미술관(미국)

## 갤러리

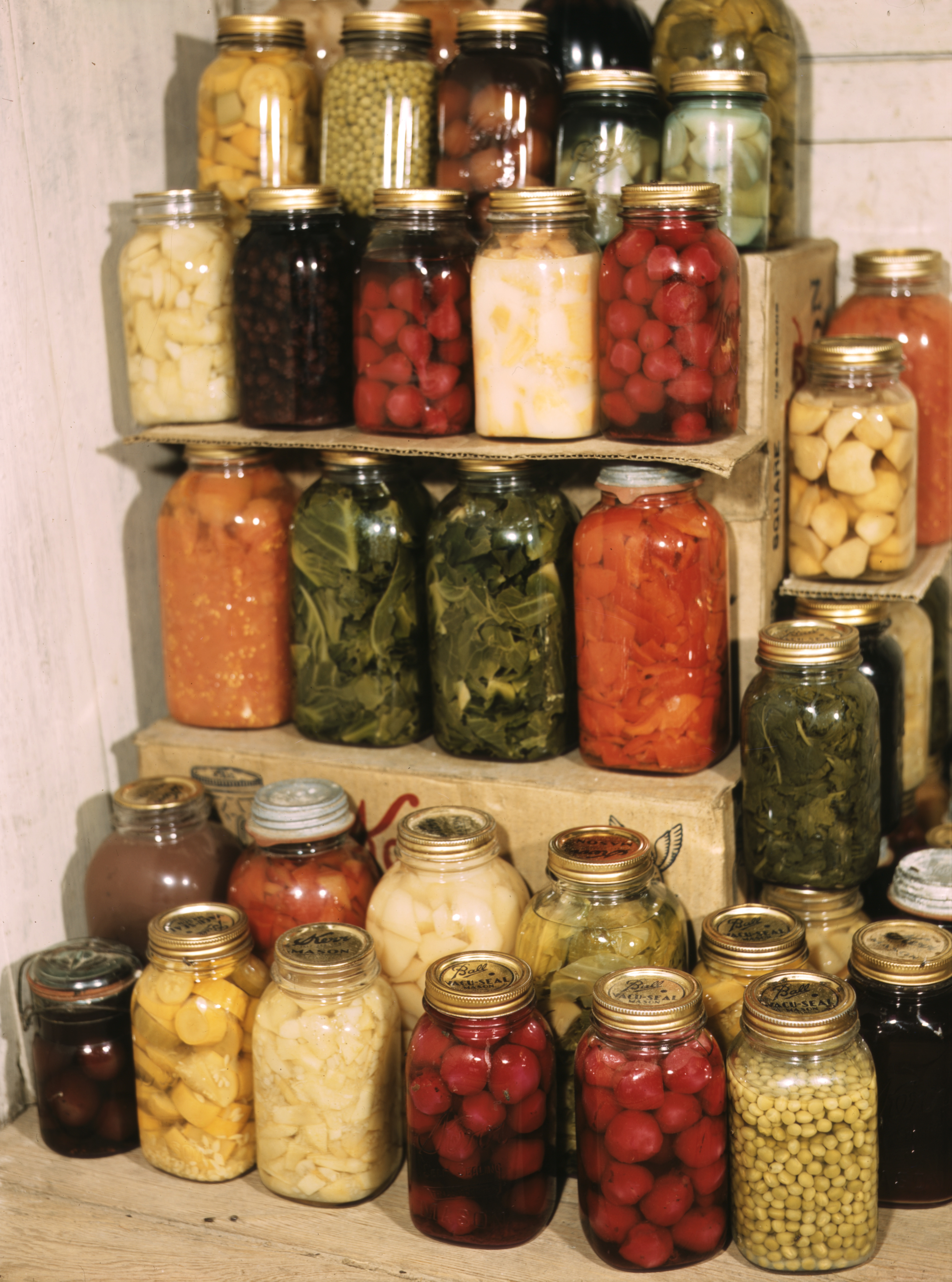
메이슨 병(Mason jar)에 담긴 보존 식품
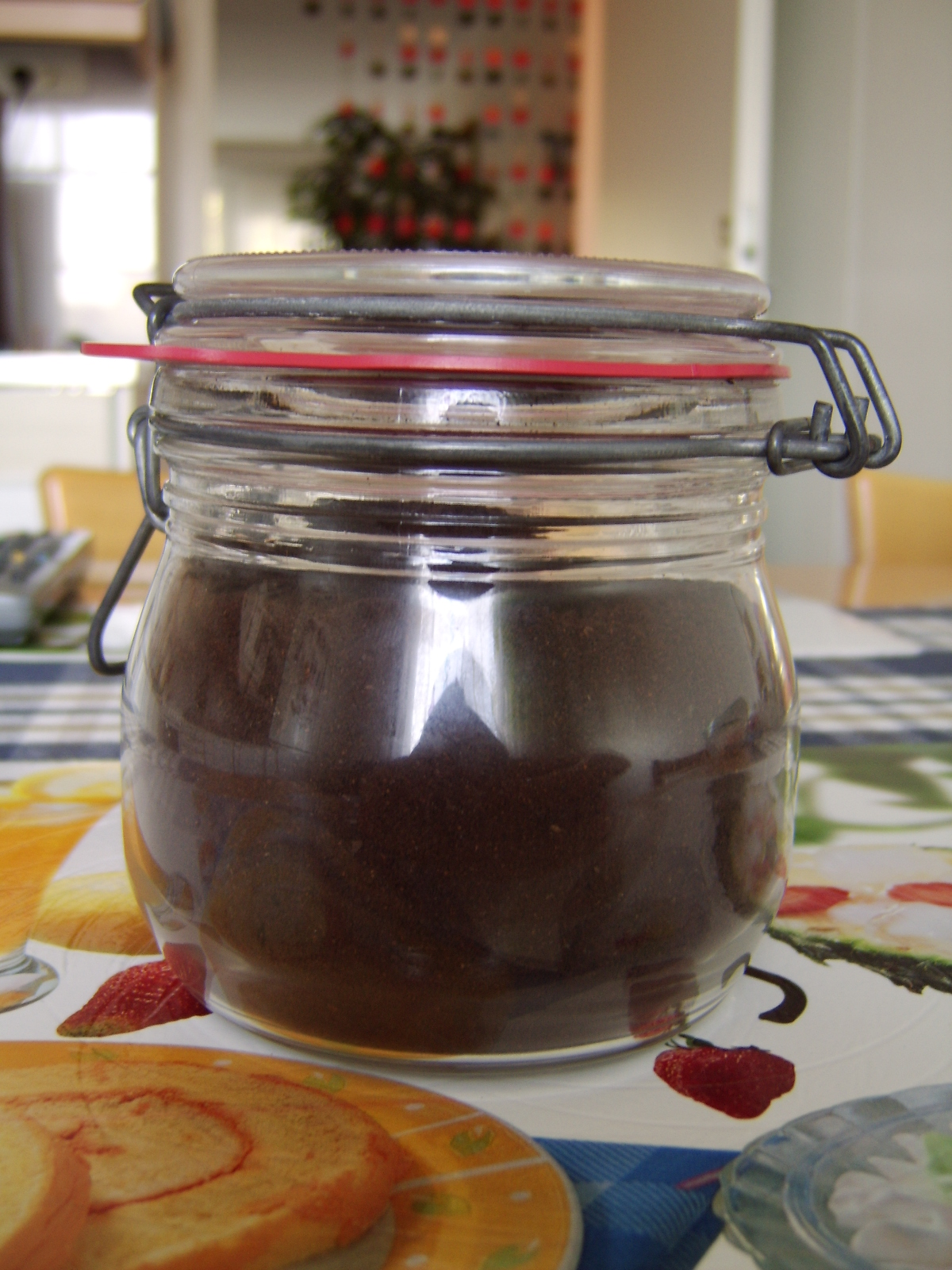
플립탑(flip-top) 또는 베일 클로저가 있는 재사용 가능한 잼 항아리
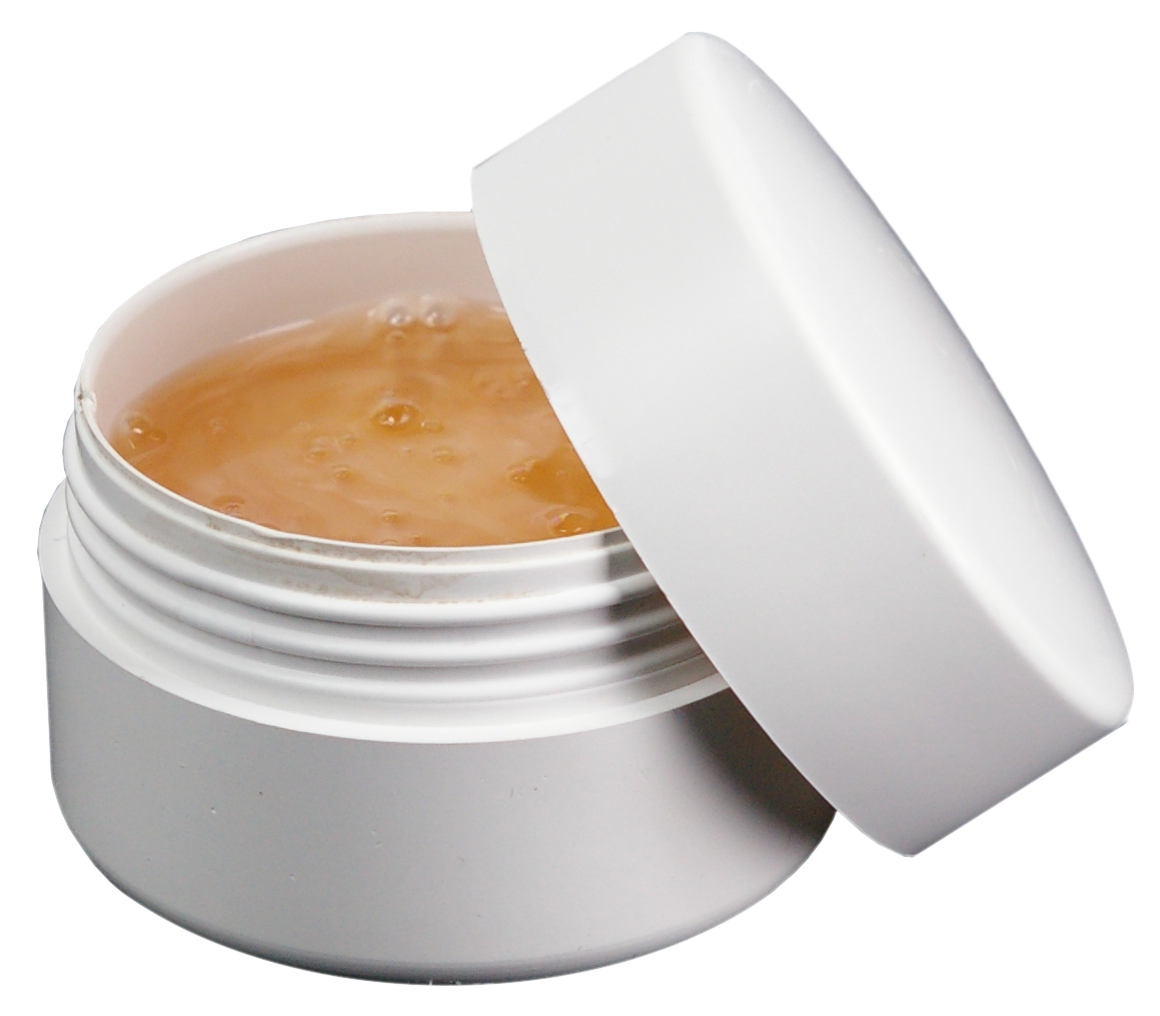
바이오플라스틱인 PLA-블렌드 바이오플렉스로 만든 항아리
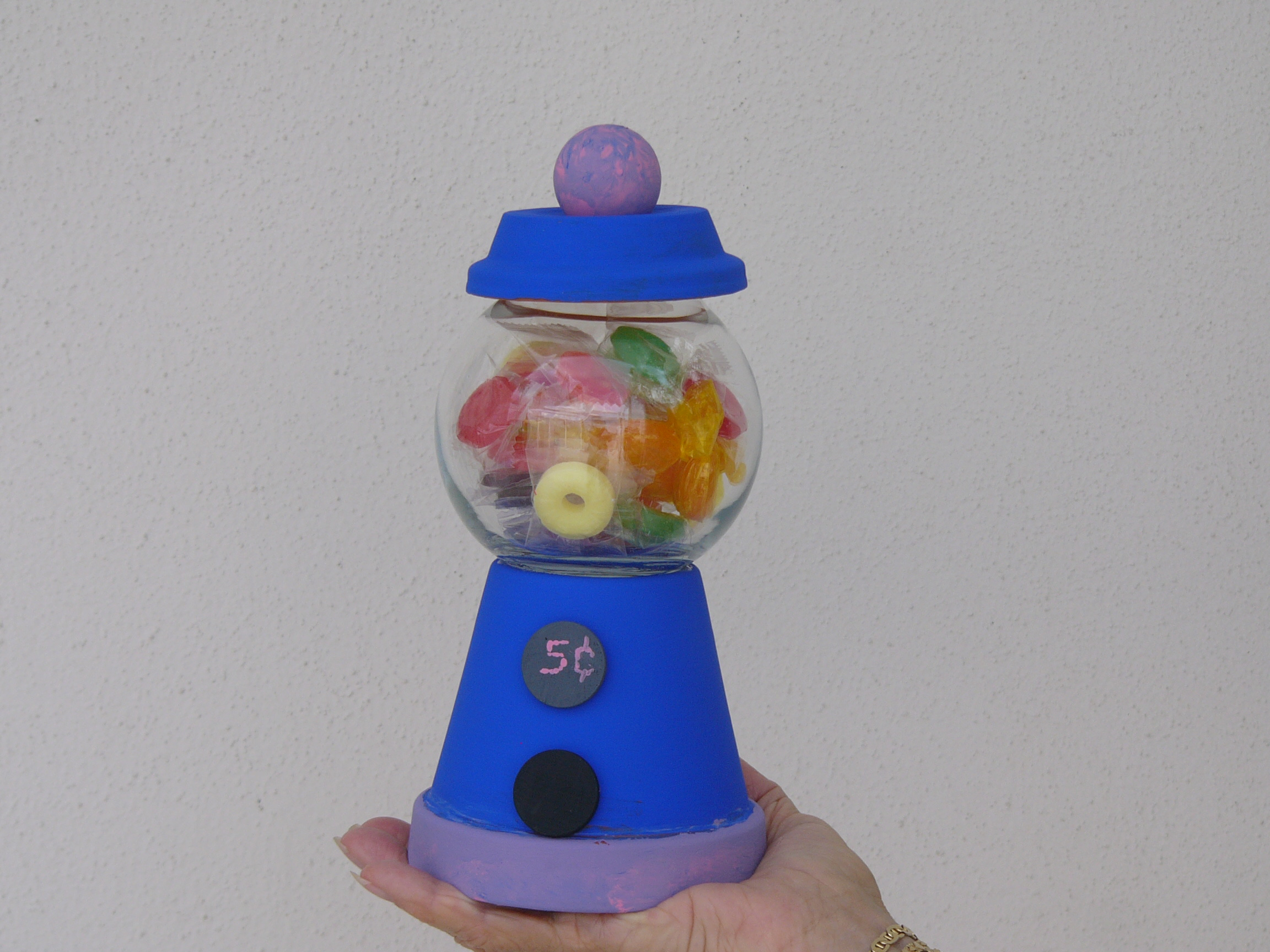
사탕 항아리
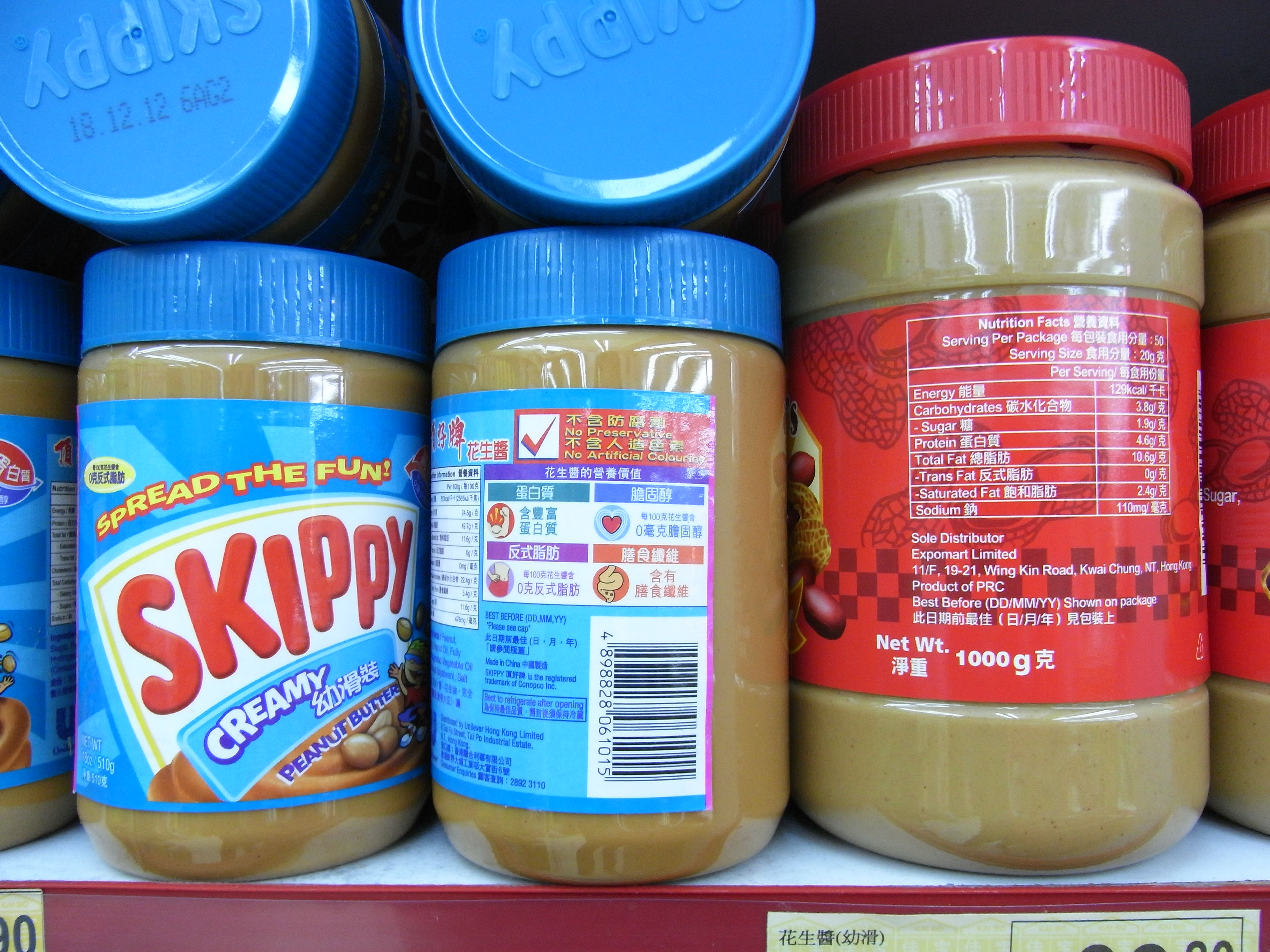
땅콩 버터
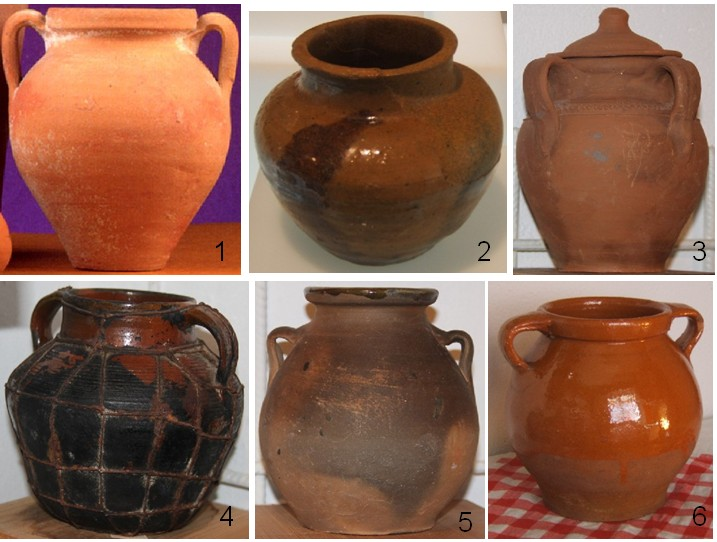
스페인의 6가지 종류의 "도자기 항아리"
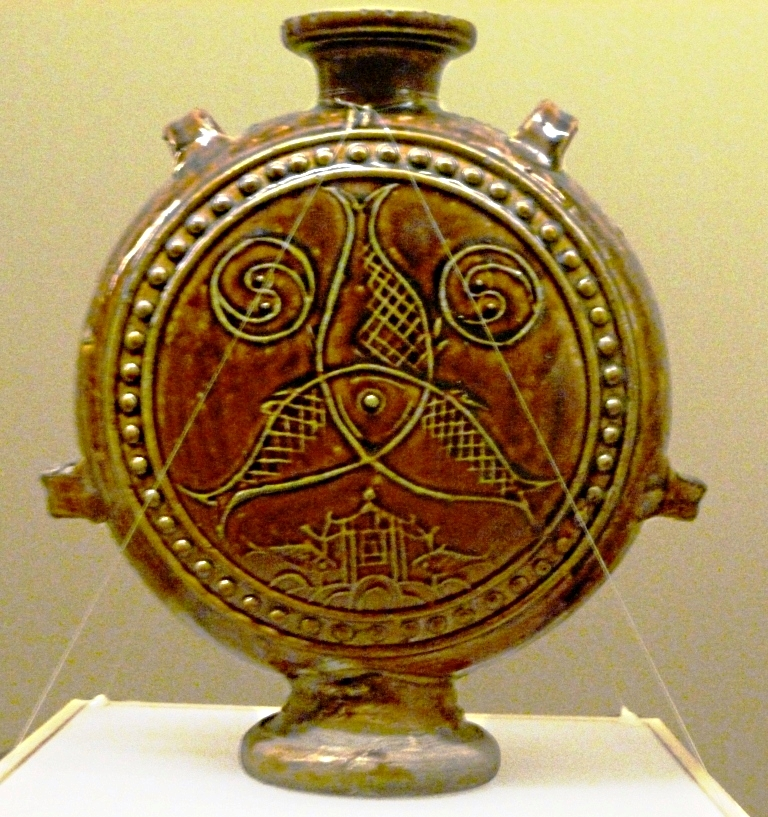
갈색 유약 항아리, 물고기 3마리 디자인. 원나라.
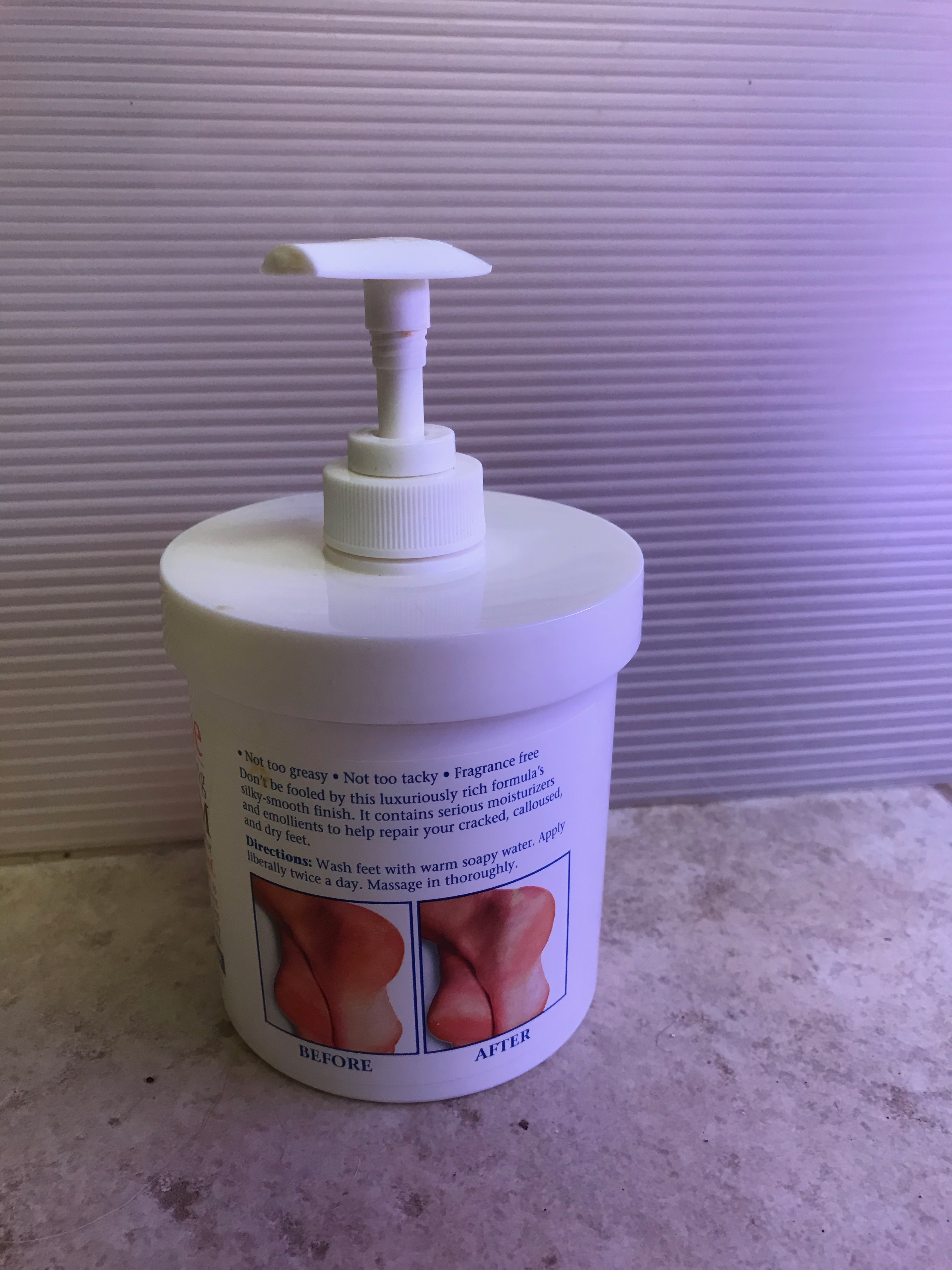
펌프 디스펜서(pump dispenser)가 있는 PP 스킨 크림 병

## 같이 보기
- 백자 달항아리
- 옹기
- 병 (용기)